# بكير بن وشاح
بكير بن وشاح التميمي
وكانت ولاية بكير بن وشاح خراسان إلى حين قدم أمية عليها واليا سنتين في قول أبي الحسن، وذلك أن ابن خازم قتل سنة ثلاث وسبعين وقدم أمية سنة أربع وسبعين.
وكان سبب عزل بكير عن خراسان أن بحيرا- فيما ذكر علي عن المفضل- حبسه بكير بن وشاح لما كان منه فيما ذكرت في رأس ابن خازم حين قتله، فلم يزل محبوسا عنده حتى استعمل عبدالملك بن مروان أمية بن عبد الله، فلما بلغ ذلك بكيرا أرسل إلى بحير ليصالحه، فأبى عليه وقال: ظن بكير أن خراسان تبقى له في الجماعة! فمشت السفراء بينهم، فأبى بحير، فدخل عليه ضرار بن حصين الضبي، فقال: ألا أراك مائقا! يرسل إليك ابن عمك يعتذر إليك وأنت أسيره، والمشرفي في يده- ولو قتلك ما حبقت فيك عنز- ولا تقبل منه! ما أنت بموفق اقبل الصلح، واخرج وأنت على أمرك فقبل مشورته، وصالح بكيرا، فأرسل إليه بكير بأربعين ألفا، وأخذ على بحير الا يقاتله وكانت تميم قد اختلفت بخراسان، فصارت مقاعس والبطون يتعصبون له، فخاف أهل خراسان أن تعود الحرب وتفسد البلاد، ويقهرهم عدوهم من المشركين، فكتبوا إلى
في سنة 72هـ ، كتب عبد الملك بن مروان إلى بكير بن وشاح ، وكان عاملا لابن خازم على مرو بعهده على خراسان ، ووعده ومناه ، فخلع بكير بن وشاح عبد الله بن الزبير ، ودعا إلى عبد الملك بن مروان ، فأجابه أهل مرو فخافه ابن خازم فترك بحير وأقبل إلى مرو يريد أن يأتي ابنه يزيد فاتبعه بحير فلحقه فقاتله ابن خازم وقتل سنة 72هـ